# گمینا وادوویتسه گورنه
گمینا وادوویتسه گورنه (به لهستانی:  Gmina Wadowice Górne) یک گمینا در لهستان است که در شهرستان میلتس واقع شده‌است. گمینا وادوویتسه گورنه ۸۷٫۱۶ کیلومتر مربع مساحت و ۷٬۲۶۹ نفر جمعیت دارد.